# Renaldo Lopes da Cruz
Renaldo Lopes da Cruz (Cotegipe, 19 de março de 1970) é um ex-futebolista brasileiro.

## Carreira
Revelado pelo Guará, despontou para o futebol brasileiro jogando no Athletico Paranaense, em 1991. No Campeonato Paranaense de 1992, foi vice-artilheiro com 12 gols.
Renaldo se destacaria também no Atlético Mineiro, entre 1993 e 1996. Artilheiro da competição com 13 gols, marcou dois gols nos 3 a 1 sobre o Cruzeiro que asseguraram o título estadual de 1995 de forma antecipada. Foi artilheiro do Campeonato Brasileiro pelo clube em 1996, juntamente com Paulo Nunes, do Grêmio, ambos com 16 gols. Neste mesmo ano, ganhou a Bola de Prata da Revista Placar.
Teve passagens no futebol europeu, atuando por Deportivo La Coruña, Las Palmas, Lleida e Extremadura, todos da Espanha. No Las Palmas, foi artilheiro da 2ª divisão da Espanha em 2001, com 21 gols.
Entre 1997 e 1998, jogou por empréstimo no Corinthians. Estreou em 21 de agosto de 1997, na derrota para o Atlético de Madrid por 1 a 0, em partida válida pelo Troféu Ramón de Carranza de 1997.
Voltou ao Atlético MG no segundo semestre de 2002. Ao todo, pelo Galo fez 183 jogos e marcou 79 gols, sendo um dos trinta maiores artilheiros da história do clube.
Voltou a ser vice-artilheiro no Campeonato Brasileiro de 2003, atuando Paraná Clube, ao marcar 30 gols, ficando atrás de Dimba, do Goiás, que marcou um gol a mais.
Passou também por América Mineiro, FC Seoul, Palmeiras, Coritiba, Náutico, Brasiliense e Vitória-ES.
Uma de suas especialidades era a cobrança de pênaltis. Ao longo de sua carreira profissional, errou apenas duas cobranças, ambas no mesmo jogo. No dia 9 de julho de 2005, o Paraná Clube venceu o Figueirense por 3 x 0 no Estádio Pinheirão, com gols de Neto, Thiago Neves e André Dias. Renaldo não fez gol, justamente por desperdiçar as penalidades, ambas defendidas pelo goleiro Edson Bastos.
En 2007, defendeu o Ceilândia, tornando-se presença constante em clubes pequenos.
No ano seguinte, Renaldo voltou a Minas Gerais para defender o Democrata de Sete Lagoas no Campeonato Mineiro. Na sequência, regressaria ao Distrito Federal para defender Capital e Dom Pedro, além de uma curta passagem pelo Serrano Centro-Sul (atual Prudentópolis), voltando ao Capital em 2010.
Renaldo se transferiu para o Itaúna, time do interior mineiro, em janeiro de 2011.
Sua última equipe como jogador profissional foi o Vilavelhense, onde jogou até 2012, ano de sua aposentadoria.
Em 2013, Renaldo disputou o Campeonato Intermunicipal Quarentinhas de Curitiba pelo Esporte Clube Fortaleza, do Jardim Gabineto, zona oeste da capital do Paraná.

### Seleção Brasileira
Convocado 8 vezes para a Seleção Brasileira, Renaldo só jogou 45 minutos de um amistoso contra Camarões, em 1996.

## Títulos
Atlético-MG
- Campeonato Mineiro: 1995[3]

Palmeiras
- Troféu 90 Anos do Esporte Clube Taubaté: 2004

### Prêmios individuais
- Bola de Prata da revista Placar: 1996
- Artilheiro do Campeonato Brasileiro de Futebol de 1996: (16 gols)